# Anarcha Westcott
Anarcha Westcott (* um 1828; † 27. Juni 1869 in USA) war eine versklavte Frau. Sie war eine von mindestens zehn versklavten afroamerikanischen Frauen, an der der Arzt James Marion Sims aus Montgomery (Alabama) eine Reihe experimenteller chirurgischer Eingriffe ohne Anästhesie vollzog, um eine vesikovaginale Fistel zu behandeln. Die medizinischen Experimente von Sims mit Westcott und anderen weiblichen Sklaven spielte eine Rolle in der Entwicklung der modernen Gynäkologie und lösten eine Kontroverse zwischen Medizinhistorikern aus.

## Leben und Werk

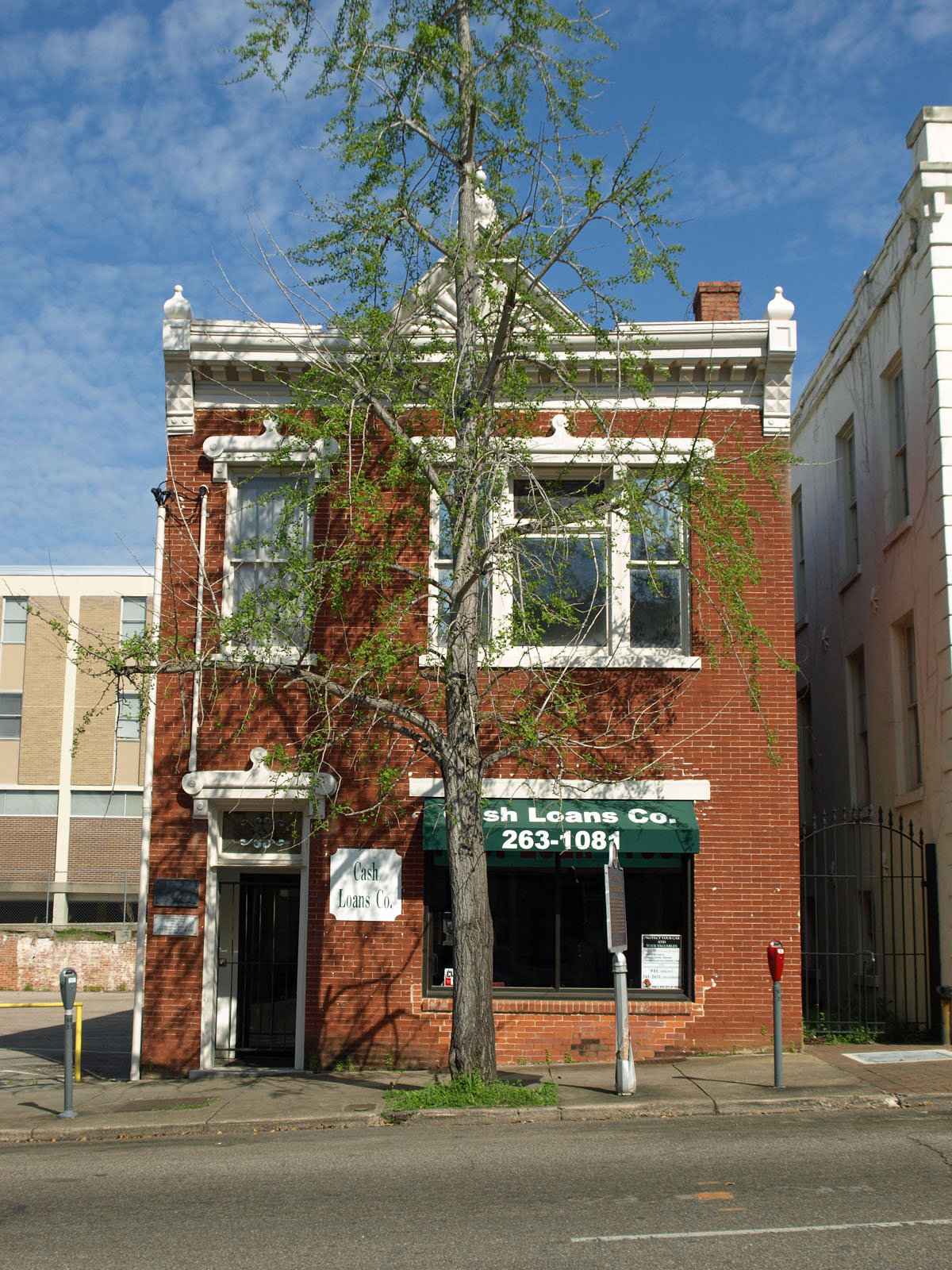
Das Haus von Dr. J. Marion Sims und Dr. Luther Leonidas Hill im historischen Viertel South Perry Street in Montgomery, Alabama

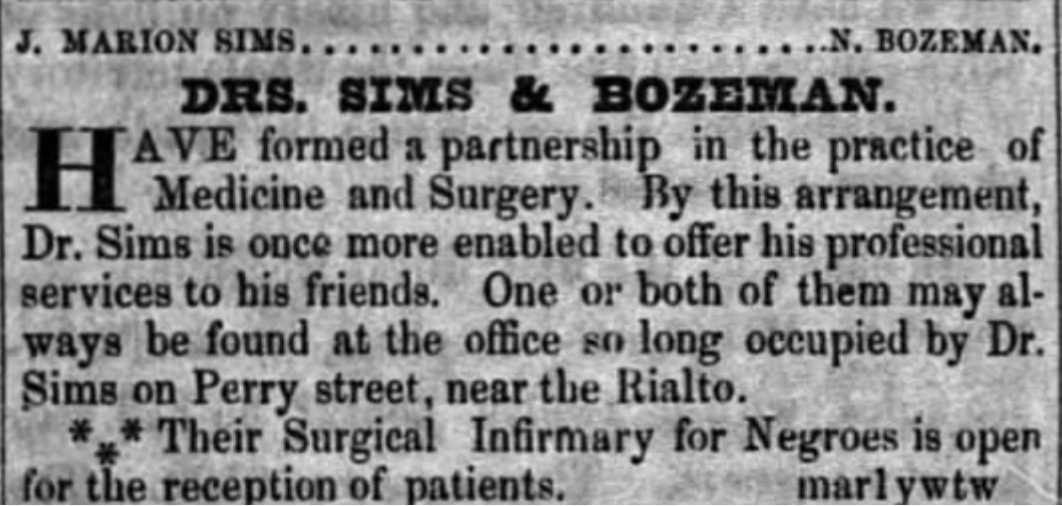
Anzeige zu Sims chirurgischer Krankenstation

Westcott wurde in Alabama mit dem Namen Anaka und Anarcky aufgezeichnet und lebte auch in Bowling Green, Virginia. Sie war mit Lorenzo Jackson verheiratet, einem versklavten Mann in Virginia und wurde daher auch als Annacay Jackson, Ankey Jackson und Ehefrau von Lorenzo benannt.
Westcott wurde 1845 zusammen mit Lucy und Betsy von ihren Sklavenhaltern zu dem Arzt J. Marion Sims in Montgomery geschickt, um sich wegen vesikovaginaler Fisteln behandeln zu lassen. Die drei jungen Frauen lebten und arbeitete auf verschiedenen Plantagen in der Nähe von Montgomery. Sie litten infolge einer Geburt an vesikovaginalen Fisteln. Diese Fisteln entstehen dadurch, dass der Kopf des Säuglings gegen den Beckenboden drückt und so jegliche Durchblutung des Vaginalgewebes unterbricht.
Westcott hatte drei Tage lang Wehen gehabt, ohne ihr Kind zur Welt zu bringen. Sims wurde von ihrem Sklavenhalter gerufen, um mit einer Zange die Geburt des Kindes zu ermöglichen. Fünf Tage nach der Geburt traten bei Westcott die Symptome vesikovaginaler Fisteln auf. Als erhebliche Gewebeschäden entstanden waren, wurde Anarcha wieder zu Sims gebracht. Mit einer Kombination aus vesikovaginaler und rektovaginaler Fistel musste sich Westcott innerhalb von drei Jahren mehr als 30 Operationen ohne Narkose unterziehen, bevor Sims die Verletzungen ihrer Blase und ihres Rektums schließen konnte.

## Experimentelle Operationen
Sims lebte und arbeitete in einer Sklavenhaltergesellschaft und wurde oft mit der Betreuung von Sklaven mit berechtigtem medizinischem Bedarf beauftragt. Zu den Bedürfnissen vieler Frauen des 19. Jahrhunderts gehörte die Notwendigkeit der Behandlung von Geburtskomplikationen wie vesikovaginaler Fisteln. Die Operationen, die Sims zwischen 1845 und 1849 an afroamerikanischen Sklavinnen durchführte, stellten seinen Versuch dar, sie von einem Zustand zu heilen, der damals als unheilbar galt. Seine Operationen, die zunächst erfolglos blieben, dienten therapeutischen Zwecken und wurden nach überlieferten Quellen mit der Mitarbeit und Zustimmung der Patientinnen durchgeführt. Zu der Zeit, als Sims mit seinen Versuchen bei Westcott begann vesikovaginale Fisteln zu schließen, gab es keine wirksame Alternative zur chirurgischen Behandlung.
Sims war selbst Sklavenhalter. Er hatte von seinen Schwiegereltern ein versklavtes Paar als Hochzeitsgeschenk angenommen und besaß bis zu siebzehn Sklaven, bevor er 1853 nach New York City zog. Rechtsmäßig waren Sklaven Eigentum anderer und Sims konnte sie ohne die Zustimmung ihrer Besitzer nicht legal operieren. Sims konnte diese Operationen nicht alleine erfolgreich durchführen, denn jede Bewegung seiner Patientinnen hätte es ihm unmöglich gemacht, seine operativen Eingriffe abzuschließen. Sims bildete daher seine afroamerikanischen Patientinnen als seine chirurgischen Assistentinnen aus, und sie halfen ihm, sich gegenseitig zu operieren.

## Operationen ohne Narkose
Sims begann Ende 1845 mit Fisteloperationen an seinen versklavten Patientinnen, bevor die anästhetischen Eigenschaften von Äther bekannt waren. Die Ätheranästhesie wurde in Boston erst am 16. Oktober 1846 entdeckt und öffentlich demonstriert. Obwohl sich die Verwendung von Anästhetika schnell verbreitete, gab aus vielen verschiedenen Gründen erheblichen Widerstand gegen ihre Einführung. Viele Chirurgen des 19. Jahrhunderts waren der Ansicht, dass Versuche vesikovaginale Fisteln zu behandeln, weder schwerwiegend noch schmerzhaft genug seien, um die Risiken einer Vollnarkose zu rechtfertigen. Nach dem chirurgischen Erfolg seiner Experimente an afroamerikanischen Frauen setzte Sims bei weißen Frauen, die vesikovaginale Fisteln hatten, Anästhetika ein.

## Nachforschungen über Westcott
Der amerikanische Autor und Forscher J. C. Hallman fand die ersten Belege für Westcotts Leben, die nicht aus Sims Berichten stammen. Hallman enthüllt, dass Westcott als Hebamme, Krankenschwester und Ärztin weiterlebte, nachdem sie dazu beigetragen hatte, ein patientenzentriertes Pflegemodell ins Leben zu rufen.

## Erinnerungskultur
In den Vereinigten Staaten gibt es drei Statuen zu Ehren von Sims, der als Vater der modernen Gynäkologie bezeichnet wird. Im Jahr 2017 rief New Yorks Bürgermeister Bill de Blasio eine Kommission ins Leben, um umstrittene Denkmäler in der Stadt zu bewerten, darunter die Statue von Sims im Central Park. Während des 90-tägigen Bewertungszeitraums erschien J. C. Hallmans Essay Monumental Error über das Sims-Denkmal auf dem Cover des Harper’s Magazine und wurde während der Zeit veröffentlicht, in der die Public Design Commission öffentliche Foren zur Bewertung dieser Denkmäler veranstaltete. Die Statue wurde entfernt und in der Nähe seines Grabes aufgestellt.
Ein Backsteingebäude, das in den 1840er Jahren im Besitz von Sims war und in dem seine Experimente mit Westcott, Lucy und Betsey stattfanden, wurde 2023 zum Gesundheits- und Wellnessmuseum und zur Klinik The Mothers of Gynecology. Das Museum vermittelt die Geschichte der Gynäkologie aus der Perspektive von Anarcha, Lucy und Betsey.

## Mediale Darstellung (Auswahl)
- Streetart von Anarcha, Lucy und Betsey in der Innenstadt von Montgomery
- Alabama artist works to correct historical narrative around beginnings of gynecology
- Radiosendung: Erinnerung an Anarcha, Lucy und Betsey: Die Mütter der modernen Gynäkologie (englisch)
- Michelle Browder enthüllt „Mothers of Gynecology“ als Hommage an versklavte schwarze Frauen, die ohne Zustimmung operiert wurden (englisch)
- Dokumentarfilm: Remembering Anarcha; 2021